# ال کلوت
ال کلوت (به اسپانیایی: El Clot) یک منطقهٔ مسکونی در اسپانیا است که در Sant Martí واقع شده‌است. ال کلوت ۲۶٬۸۹۸ نفر جمعیت دارد.